# Dapsona
La dapsona (diamino-difenil sulfona) es un antibiótico, más comúnmente usado en combinación con rifampicina y clofazimina como terapia de múltiples fármacos para el tratamiento de infecciones por Mycobacterium leprae (lepra)  y la Dermatitis herpetiforme. También es un tratamiento de segunda línea para la profilaxis (prevención) contra la neumonía causada por Pneumocystis jirovecii (antiguamente conocido como P. carinii) en pacientes con VIH en los que los recuentos de CD4 están por debajo de 200/mm³. Se utiliza en combinación con pirimetamina en el tratamiento de la malaria*.
La dapsona es un polvo cristalino de color blanco a cremoso, sin olor, con sabor ligeramente amargo. Está disponible comercialmente en formulación tópica (gel al 5%) y oral.
Se usa con menos frecuencia que otros antibióticos de sulfonamida, muchos de los cuales tienen una menor incidencia de efectos secundarios adversos.·
Se encuentra en la Lista de Medicamentos Esenciales de la Organización Mundial de la Salud, una lista modelo de medicamentos esenciales en un sistema de salud básico, creada por la Organización Mundial de la Salud.

## Características físico-químicas
Las características físico-químicas de la dapsona son las siguientes:
- Nombre químico: 4,4-diaminodifenilsulfona.
- Fórmula molecular: C12H12N2O2S.
- Peso molecular: 248,30 g/mol.
- Clave de registro en el chemical abstract: CAS-80-08-0.
- Características físicas: polvo cristalino, blanco o amarillo pálido sin olor.
- Punto de fusión: 175-176 °C (existe una forma con un punto de fusión de 180.5 °C).
- Solubilidad: Casi insoluble en agua, ligeramente soluble en etanol y muy soluble en acetona.
- Pkb: 13.0.
- Características especiales: producto fotosensible.

## Antecedentes históricos
La dapsona fue sintetizada en 1908 por Froomie, quien describió por primera vez la síntesis de las sulfonas a partir
del p-nitrotiofenicol, y actualmente continúa siendo un tratamiento poderoso en muchas enfermedades de la piel.
Las sulfonas se empezaron a emplear en 1937 como agente antibacteriano en el tratamiento de infecciones estreptocócicas, si bien no se obtuvieron resultados satisfactorios incluso en dosis altas. En ese mismo año, se sintetizó un derivado de las sulfonas, usado principalmente en el tratamiento de la lepra.
En 1949, la dapsona se incorporó al arsenal terapéutico para el tratamiento de la lepra.
A partir de 1950, la dapsona se empezó a emplear en Dermatología para el tratamiento de la dermatitis herpetiforme (también conocida como enfermedad de Dühring-Brocq), la dermatosis pustular subcórnea y otras dermatosis.

## Uso en Medicina

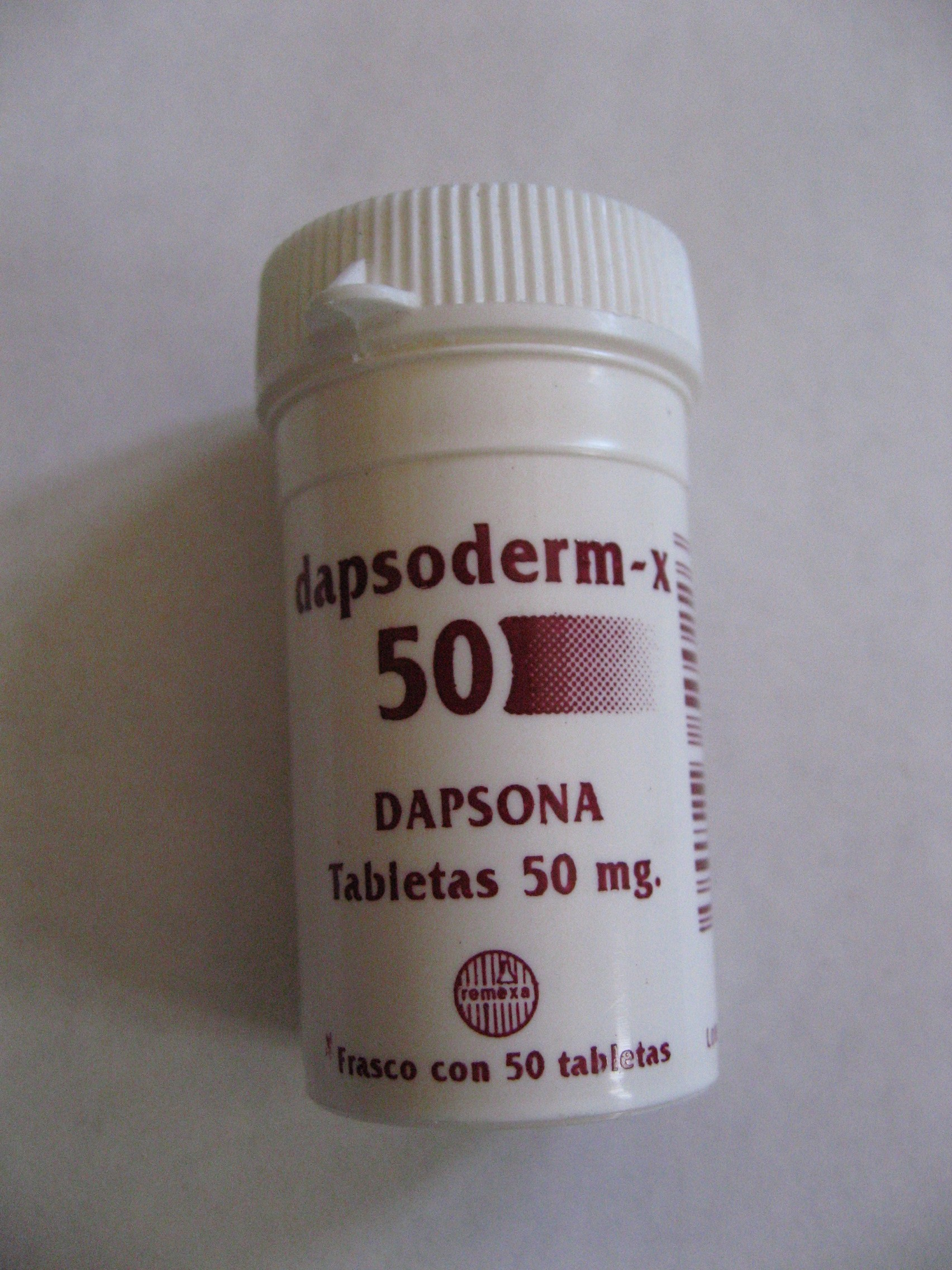
Presentación en tabletas de la dapsona.

La dapsona es un antibiótico. Su función antimicrobiana se debe a un efecto bacteriostático. Se ha sugerido que posee efectos similares a los antiinflamatorios no esteroideos. No obstante, la acción antiinflamatoria es debatible y aún se encuentra en estudio.
La dapsona se utiliza para el tratamiento de la lepra (en combinación con rifampicina y clofazimina), la malaria (en combinación con pirimetamina) y una amplia gama de entidades inflamatorias crónicas, especialmente enfermedades ampollosas autoinmunes. También se utiliza en algunas formas clínicas de acné que no responden al tratamiento convencional, sola o en combinación con minociclina.
Las indicaciones preferenciales en dermatología incluyen la dermatitis herpetiforme (en combinación con la dieta sin gluten), el eritema elevatum diutinum, la dermatitis pustular subcórnea y la dermatosis ampollar IgA lineal (sola o en combinación con otros fármacos).
Se administra por vía oral o tópica.
Su mecanismo de acción es a través de la depleción del ácido paraaminobenzoico (PABA).
Lo inhibe competitivamente, evitando la reproducción de las bacterias y los plasmodios. Forma análogos no funcionales del ácido fólico, evitando el desarrollo posterior de la célula bacteriana.
También evita la intensificación metabólica por mieloperoxidasa y suprime la migración de neutrófilos, al bloquear la adherencia mediada por integrinas.
También inhibe la adherencia de anticuerpos neutrófilos, efecto que quizás tiene importancia en enfermedades cutáneas de origen autoinmunitario.

## Efectos secundarios adversos
Las sulfonas como la dapsona son potencialmente muy
tóxicas. El síndrome de hipersensibilidad a la dapsona se desarrolla en el 0,5 al 3,6% de las personas tratadas con el fármaco y se asocia con una mortalidad del 9,9%.

### En la sangre
Los efectos secundarios más importantes de esta droga son hemólisis dosis dependiente (que puede conducir a anemia hemolítica) y metahemoglobinemia.·
Alrededor del 20% de los pacientes tratados con dapsona sufren hemólisis. Este efecto secundario es más común y grave en los pacientes con deficiencia de glucosa-6-fosfato deshidrogenasa,  lo que llevó a la retirada del mercado de un fármaco antipalúdico combinación de clorproguanil-dapsona, debido al riesgo potencial de un uso generalizado en zonas con alta prevalencia de deficiencia de G6PD en las que la malaria es endémica, especialmente el África Subsahariana, donde el 10-25% de la población padece esta deficiencia.·· Se ha reportado un caso de hemólisis en un recién nacido por presencia de dapsona en la leche materna.
La agranulocitosis ocurre con mayor frecuencia en los regímenes de combinación para la profilaxis del paludismo y raramente cuando la dapsona se utiliza sola. Sin embargo, en los pacientes con dermatitis herpetiforme (DH) a tratamiento con dapsona, el riesgo de agranulocitosis se multiplica entre 25 y 33 veces en comparación con los pacientes normales. Este riesgo incrementado podría estar relacionado con la dosis del fármaco o el aumento de la respuesta inmune.
Las anomalías en la formación de glóbulos blancos, incluyendo anemia aplásica, son poco frecuentes; sin embargo, son la causa de la mayoría de las muertes atribuibles a la terapia con dapsona.·

### En el hígado
Se han reportado efectos adversos en forma de hepatitis tóxica e ictericia colestásica. La ictericia también puede ocurrir como parte de la reacción a la dapsona o síndrome por dapsona.· La dapsona se metaboliza por el sistema citocromo P450, específicamente isoenzimas CYP2D6, CYP2B6, CYP3A4 y CYP2C19. Los metabolitos de dapsona producidos por las isoenzimas del citocromo P-450 están asociados con el efecto secundario metahemoglobinemia.

### En la piel
Cuando se usa tópicamente, la dapsona puede causar irritación leve de la piel, enrojecimiento, piel seca, ardor y picazón. Cuando se utiliza junto con productos de peróxido de benzoílo, se pueden producir manchas temporales en la piel, de color amarillo o naranja.

### Otros efectos adversos
Otros efectos adversos incluyen náuseas, dolor de cabeza y erupción cutánea (que son comunes) e insomnio, psicosis y neuropatía periférica. Raramente, se presentan efectos pulmonares, que pueden ser graves, aunque generalmente reversibles.

### Síndrome por dapsona
Las reacciones de hipersensibilidad ocurren en algunos pacientes. Esta reacción puede ser más frecuente en aquellos que reciben tratamiento con múltiples fármacos.··
La reacción implica siempre una erupción y también puede incluir fiebre, ictericia y eosinofilia.· En general, estos síntomas se producen dentro de las primeras seis semanas de tratamiento y pueden ser mejorados mediante terapia con corticosteroides.